# Yakub
Yakub ist ein männlicher Vorname.

## Herkunft und Bedeutung
Der Name Yakub ist eine arabische Variante des hebräischen Namens Jakob. Yakub bedeutet so viel wie „Gott beschützt“ oder „Gott hilft“.
In der arabischen Kultur ist Yakub ein sehr verbreiteter männlicher Vorname, der auch als Familienname verwendet wird. Er ist auch in muslimischen Gesellschaften sehr beliebt, da Jakob im Islam als ein Prophet verehrt wird.
In einigen türkischen Sprachregionen wird Yakub auch als „Männliches Rebhuhn“ übersetzt.

## Verbreitung
Der Vorname Yakub ist relativ ungewöhnlich und hat sich in den letzten Jahren in Deutschland und anderen Ländern verbreitet. Nach Angaben der Deutschen Bundesagentur für Statistik wurde Yakub in den Geburtsjahrgängen 2010 bis 2023 ungefähr 400 Mal als erster Vorname vergeben.
Der Name ist in Österreich seit der Jahrtausendwende in den Hitlisten vertreten. Seit 1984 wurde der Name Yakub stand 2024 genau 83-mal vergeben. Dies bedeutet, dass es sich um einen eher seltenen Namen handelt, der pro Jahr nur wenige Male vergeben wird. In Frankreich wird der Name seit Mitte der 1990er Jahre sporadisch vergeben und zwar rund 70 Mal. Yakub wird in Polen seit 2010 bei der Namenswahl berücksichtigt, jedoch ist er nicht beliebt. Er wurde nur etwa 40 Mal gewählt.
Auch in den nordischen Ländern Dänemark, Norwegen und Schweden kommt der Name nur selten vor.
In den USA ist der Vorname Yakub bekannt und wurde seit 2010 mindestens 81 Mal vergeben. Yakub wird in England und Wales seit Mitte der 2000er Jahre regelmäßig vergeben. In den letzten 10 Jahren circa 120 Mal. In Schottland und Kanada ist er nur selten anzutreffen.

## Namensträger
- Haji Yakub Qureshi, indischer Politiker
- Mohammed Yakub Khan (1849–1923), Emir von Afghanistan
- Yakup Kadri Karaosmanoğlu (1889–1974), türkischer Journalist, Politiker und Schriftsteller